# Камачо, Хоакин
Хусто Хосе Хоакин Камачо-и-Родригес де Лаго (исп. Justo José Joaquín Camacho y Rodríguez de Lago, 17 июля 1766 — 31 августа 1816) — южноамериканский адвокат, журналист и политик, один из основателей независимой Колумбии.

## Биография
Хоакин Камачо родился в 1766 году в городе Тунха (вице-королевство Новая Гранада), его родителями были Франсиско Камачо-и-Солорсано и Роса Родригес де Лаго-и-Варгас. Он окончил Колледж Нуэстра-Сеньора-дель-Розарио в Санта-Фе-де-Богота, где изучал право, и в 1792 году Королевская аудиенсия Боготы официально признала его адвокатом. 13 июля 1793 года Хоакин Камачо женился на Марселине Родригес де Лаго-и-Кастильо, и у них родилось трое детей.
Помимо адвокатской деятельности Хоакин Камачо писал статьи для «Seminario del Nuevo Reino de Granada». 19-20 июля 1810 года он стал одним из организаторов революционных событий и стал подписантом декларации, провозгласившей независимость Санта-Фе-де-Боготы от вице-королевства Новая Гранада. Потом до февраля 1811 года они вместе с Франсиско Хосе де Кальдасом издавали газету «Diario Político».
Впоследствии Хоакин Камачо в качестве депутата от провинции Тунха принял участие в Конгрессе провинций Новой Гранады. После побед над роялистами в октябре 1814 года в Соединённых Провинциях Новой Гранады была создана исполнительная власть — Триумвират. В связи с тем, что избранные в Триумвират люди на тот момент находились в других местах и не могли приступить к своим обязанностям, то Хоакин Камачо был избран одним из тех, кто временно исполнял обязанности отсутствующих членов Триумвирата.
В 1816 году в Соединённые Провинции Новой Гранады вторглись испанские войска. 31 августа 1816 года старый, слепой и больной Хоакин Камачо, который к тому времени уже мог передвигаться только в инвалидной коляске, был казнён испанцами.